# Palača Pitti u Firenci
Palazzo Pitti je palača s izrazitim obilježjima firentinske renesanse i čuvena galerija slika u Firenci. Dao ju je podići trgovac Luca Pitti (1394. – 1472.) i građena je u drugoj polovici 15. st. Poslije palača prelazi u vlasništvo obitelji Medici i do 1859. bila je rezidencija toskanskih velikih vojvoda. 
Danas je u njoj smješten muzej Galleria Pitti ili Galleria Palatina, s oko 5000 slika, većinom iz 16. i 17. st.
Pored Palatine, tu se još nalaze: Kraljevske odaje, Galerija moderne umjetnosti, Muzej srebrnine, Muzej porculana, Galerija kostima i Muzej kočija. Te iza palače prekrasni Boboli vrtovi.

## Galerija
- Kolorirana fotografija palače Pitti s početka 20-tog stoljeća, kad je još bila poznata kao La Residenza Reale kada je Firenca bila glavni grad Italije za kralja Victora Emmanuela II. između 1865.–71.
- Arhitektonski crtež iz 19. stoljeća s planom palače Pitti.
- Luneta iz 1599. slikara Giusta Utensa koja prikazuje nadogradnju palače s Boboli vrtovima iza. Crveni kamen koji je korišten nađen je na samoj lokaciji palače.
- Grafika s početka 19. st. koja prikazuje palaču Pitti.
- Lizip
- Rafael
- Galerija kostima.
- Boboli vrtovi, viđeni iz palače.
- Boboli vrt s pogledom na Firencu.
- Tritonova fontana u vrtu Boboli.
- Muzej porculana u vrtu Boboli.
- Stubište konjanika u vrtu Boboli.

## Vanjske poveznice
- Pitti, Firenca virtualni film i slike.
- Palača Pitti, članak sa slikama (engl.).  Arhivirana inačica izvorne stranice od 8. listopada 2007. (Wayback Machine)
- Palača Pitti.
- Pitti kompleks.
- Satelitske slike s Google Maps.